# From Dreams or Angels
From Dreams or Angels – album studyjny amerykańskiego zespołu Abney Park, w 2002 roku.

## Lista utworów
| Nr  | Tytuł                  | Czas |
| --- | ---------------------- | ---- |
| 1.  | "The Root of All Evil" | 4:09 |
| 2.  | "Tiny Monster"         | 3:00 |
| 3.  | "Holy War"             | 4:26 |
| 4.  | "Kine"                 | 4:32 |
| 5.  | "Breathe"              | 3:55 |
| 6.  | "Hush"                 | 3:16 |
| 7.  | "Thornes & Brambles"   | 3:46 |
| 8.  | "Child King"           | 5:04 |
| 9.  | "The Box"              | 3:04 |
| 10. | "Twisted & Broken"     | 4:00 |
| 11. | "Breathe Acoustic"     | 3:42 |

## Muzycy
- Robert Brown – wokal
- Kristina Erickson – keyboard
- Josh Goering – gitara
- Rob Hazelton – gitara (wsparcie)
- Robert Gardunia – gitara basowa
- Madame Archel – flet i chórki